# Karl Seitz
Karl Josef Seitz ( [kaʁl zaɪ̯ʦ] ?; født 4. september 1869 i Wien, død 3. februar 1950 i Wien) var en østrigsk politiker (SDAPÖ, socialdemokrat), borgmester i Wien, formand for Nationalrådet (det østrigske parlaments direkte valgte kammer) og forbundspræsident.
Karl Seitz tilbragte sin barndom på et børnehjem og blev uddannet som lærer. Han tilsluttede sig den socialdemokratiske bevægelse og blev i 1901 indvalgt i kejsertidens parlament som den første socialdemokrat. Han var en af de tre formænd for det provisoriske parlament for Tysk-Østrig. Fra 5. marts 1919 til 16. december 1920 var han præsident for Østrig, dvs. den første præsident i den første republik.
I 1923 blev han landshøvding og borgmester for Wien, hvor han blev et ikon for det røde Wien. Efter den østrigske borgerkrig i 1934 var han fængslet i flere måneder. Efter Østrigs indlemmelse i Tyskland i 1938 blev han igen sat i fængsel, og i 1944 efter 20. juli-attentatet mod Hitler blev han interneret, herunder i koncentrationslejren Ravensbrück. Efter 2. verdenskrig var han igen aktiv som parlamentsmedlem indtil sin død i 1950.